# Elena Langer
Elena Langer (russisch: Елена Лангер; geboren 1974 in Moskau) ist eine in London lebende russisch-britische Komponistin.

## Leben
Elena Langer ist die Tochter eines Musikwissenschaftlers. Bereits im Alter von sechs Jahren erhielt sie parallel zum normalen Schulbesuch Klavierunterricht in einer Musikschule und mit dreizehn Jahren Privatunterricht. Mit fünfzehn Jahren verließ sie die Schule, um am Gnessin-Institut Moskau Musikwissenschaft und Klavier zu studieren. Dort schrieb sie auch ihre erste Komposition, eine Sammlung von Klavierstücken in der Art Prokofjews. Mit neunzehn Jahren wechselte sie an das Moskauer Konservatorium, wo sie bei Yuri Vorontsov Komposition studierte, aber weiterhin Klavierrezitale gab. Im selben Alter heiratete sie einen Ukrainer, dessen Familie in die USA ausgewandert war. Er selbst war nach Moskau zurückgekehrt, wo er für verschiedene staatliche Agenturen tätig war. 1999, zwei Jahre nach dessen Versetzung nach London, folgte sie ihm dorthin und setzte ihr Studium am Royal College of Music bei Julian Anderson bis zum Master of Music fort. Anschließend machte sie ihren Ph.D. an der Royal Academy of Music bei Simon Bainbridge und beschloss, in London zu bleiben.
Zu ihren Werken zählen Konzert- und Kammermusik, Chorwerke und mehrere Opern. 2002/2003 wurde sie zum ersten „Jerwood Composer in Association“ der                                          Almeida Opera London ernannt. In diesem Zusammenhang erhielt sie die Aufträge für ihre ersten beiden Kurzopern, Ariadne (2002) und The Girl of Sand (2003). Ihre ersten größeren Opern sind The Lion’s Face (2010) und Four Sisters (2012).
2009 gewann sie den Publikumspreis des Kompositionswettbewerbs „Teatro Minimo“ der Oper Zürich für die Kurzoper The Present.
Internationale Aufmerksamkeit erhielt ihre 2016 in Cardiff uraufgeführte Oper Figaro Gets a Divorce, eine Fortsetzung von Rossinis Il barbiere di Siviglia und Mozarts Le nozze di Figaro. Im selben Jahr erschien im Label Harmonia Mundi die CD Langer: Landscape With Three People mit mehreren ihrer zwischen 2002 und 2013 entstandenen Werke, darunter dem Monodram Ariadne und dem Liederzyklus Landscape With Three People.

## Werke
Die folgende Werkliste basiert, wenn nicht anders angegeben, auf der Website der Komponistin (Stand November 2017).

### Opern und Multimedia
- New Work
- Towards Les Noces
- The Umbrella
- Adapting to Light
- Ariadne, Kurzoper. Libretto: Glyn Maxwell. UA: 2002, Almeida Festival London[9]
- The Girl of Sand, Kurzoper. Libretto: Glyn Maxwell. UA: 2003, Almeida Festival London[10]
- The Present, Kurzoper. Libretto: Glyn Maxwell. UA: 25. Januar 2009, Opernhaus Zürich[11]
- Songs at the Well, Kammeroper. UA: 10. Mai 2009, Carnegie Hall, Weill Recital Hall, New York[12]
- The Lion’s Face, Oper. Libretto: Glyn Maxwell. UA: 20. Mai 2010, Theatre Royal, Brighton Festival[13][14]
- Four Sisters, Oper. Libretto: John Lloyd-Davies. UA: 9. März 2012, Bard College, Annandale-on-Hudson[15]
- Figaro Gets a Divorce, Oper. Libretto: David Pountney. UA: 21. Februar 2016, Welsh National Opera, Cardiff[6]

### Orchester- und Ensemblewerke
- Platch für Solovioline und Streichorchester
- Second Movement für Oboe, Violine und Streichorchester
- Rain-Bows für Streicherensemble/-orchester

### Kammermusik mit Stimmen
- Songs At The Well für zwei Soprane und Ensemble
- Two Cats Songs für Sopran, Violoncello und Klavier
- TuDa für fünf Volksmusik-Frauenstimmen, Streichtrio und Klavier
- Late Autumn Lullaby II für Sopran und Klavier
- Landscape with Three People, Lieder für Sopran, Countertenor, Oboe, Violine, Violoncello und Cembalo[16]

### Kammermusik ohne Stimmen
- Duduk für Klarinette, Violoncello und Klavier
- The Re-turn für Oboe, Violine, Violoncello und Cembalo
- Nocturne für zwei Gitarren
- Transformations für Violine und Klavier

### Chorwerke
- The Prayer für Violine und jüdischen Männerchor
- Havdala für jüdischen Männerchor
- Jisei für gemischten Chor

### Solowerke
- Triste Voce für Solo-Viola
- Late Autumn Lullaby I für Klavier
- Utrecht Chimes für Klavier
- Coda für Orgel
- Reflection für Klavier/Cembalo